# El Maffa
El Maffa (também grafado El Maja) é uma vila na comuna de El Ouata, na província de Béchar, Argélia. A vila está localizada na margem nordeste do rio Oued Saoura, a 5 quilômetros (3,1 milhas) ao sudeste de El Ouata. Está ligada a El Ouata através de uma longa estrada local ao lado do rio, juntamente com as outras vilas de Ammas, Aguedal e El Beïda.